# Türkische römisch-katholische Bischofskonferenz
Die Türkisch katholische Bischofskonferenz (frz.: Conférence Episcopale de Turquie) ist das Versammlungsgremium der katholischen und unierten Bischöfe in der Türkei. Sie ist Mitglied im Rat der europäischen Bischofskonferenzen (CCEE) und Gastmitglied der südosteuropäischen Bischofskonferenzen. Für den türkischen Staat ist die Türkische katholische Bischofskonferenz „de jure“ nicht existent, daher gibt es auch keine gegenseitigen Vertreter.

## Katholiken in der Türkei
Die Gemeinde der unierten syrisch-katholischen Kirche hat ca. 1.200 Mitglieder, die von einem Chorbischof geleitet werden. Obwohl er selbst nicht Bischof ist, gehört er als Vertreter des Patriarchen auch der katholischen Bischofskonferenz der Türkei an.
Die chaldäisch-katholische Kirche, die der mit Rom unierte Zweig der syrisch-orthodoxen Kirche des Ostens ist, zählt zurzeit ca. 1.000 Mitglieder. Die Gemeinde wird nach dem Tod des Erzbischofs vom einzigen chaldäischen Priester der Türkei geleitet, der den Titel eines Patriarchalvikars trägt.
Die römisch-katholische Kirche hat ca. 15.000 Mitglieder, ihr Bischof ist der apostolische Vikar von Istanbul, dessen Vikariat den Norden der Türkei mit Istanbul und Ankara umfasst.

## Beauftragter für Menschenrechte
Auf Bitten der türkischen Bischofskonferenz wurde Dr. Otmar Oehring (Missionswerk „missio“ in Aachen) zum Anwalt der katholischen Kirchen in der Türkei berufen. In dieser Funktion setzt er sich bei den europäischen Bischofskonferenzen (CCEE) und den europäischen Institutionen für ihre Interessen und Rechte ein.

## Vorsitzende
- Gauthier Pierre Georges Antoine Dubois, O.F.M. Cap., Apostolischer Vikar von Istanbul (1979–1989)
- Giuseppe Germano Bernardini, O.F.M. Cap., Erzbischof von Izmir (1989–1992)
- Hovhannes Tcholakian, Erzbischof von Istanbul (1992–1995)
- Louis Pelâtre, A.A., Apostolischer Vikar von Istanbul (1995–2001)
- Ruggero Franceschini, O.F.M. Cap., Erzbischof von Izmir (2001–2007)
- Luigi Padovese, O.F.M. Cap., Apostolischer Vikar von Anatolien (2007–2010)
- Ruggero Franceschini, O.F.M. Cap., Erzbischof von Izmir (2010–2015)
- Lévon Zékian, Erzbischof von Istanbul (2015–2018)
- Rubén Tierrablanca González, Apostolischer Vikar von Istanbul (2018–2020)